# 3-й избирательный округ (Хеб)
3-й избирательный округ (Хеб) — избирательный округ Сената Чехии, расположенный на территории района Хеб, ограниченный на юге населёнными пунктами Лазне-Кинжварт, Валы, Велка Гледьсебе, Дрмоул, Трстенице и расположен на территории района Тахов.

## Список представителей округа
| Выборы | Выборы | Сенатор          | Сенатор         | Избирательная партия | Номинирующая партия | Политическая принадлежность | Сайт    |
| ------ | ------ | ---------------- | --------------- | -------------------- | ------------------- | --------------------------- | ------- |
|        | 1996   |                  | Петер Моравек   | ČSSD                 | ČSSD                | ČSSD                        | Профиль |
| 2002   |        | Ладислав Мацак   | Профиль         | ČSSD                 | ČSSD                | ČSSD                        |         |
| 2008   |        | Мирослав Ненутил | Профиль         | ČSSD                 | ČSSD                | ČSSD                        |         |
| 2014   |        | Мирослав Ненутил | Профиль         | ČSSD                 | ČSSD                | ČSSD                        |         |
|        | 2020   |                  | Мирослав Плевны | STAN                 | STAN                | Беспартийные                | Профиль |

## Явка избирателей
|  | Наибольшая явка избирателей |  | Наименьшая явка избирателей |

| Год  | % (1 тур) | % (2 тур) |
| ---- | --------- | --------- |
| 1996 | 25,11     | 26,29     |
| 2002 | 17,17     | 26,70     |
| 2008 | 34,75     | 24,07     |
| 2014 | 33,29     | 12,14     |
| 2020 | 30,69     | 10,77     |